# Lehlohonolo Fothoane
Lehlohonolo Fothoane (ur. 23 lutego 1997) – sotyjski piłkarz grający na pozycji pomocnika. Jest wychowankiem klubu Bantu FC.

## Kariera klubowa
Fothoane jest wychowankiem klubu Bantu FC. W sezonie 2017/2018 zadebiutował w jego barwach w pierwszej lidze sotyjskiej. Trzykrotnie wywalczył z nim mistrzostwo Lesotho w sezonach 2017/2018, 2019/2020 i 2022/2023 oraz wicemistrzostwo w sezonie 2018/2019.

## Kariera reprezentacyjna
W reprezentacji Lesotho Fothoane
zadebiutował 15 lipca 2017 w przegranym 0:2 meczu Mistrzostw Narodów Afryki 2018 z Komorami, rozegranym w Moroni.